# Muzeum Sztuk Pięknych w Budapeszcie

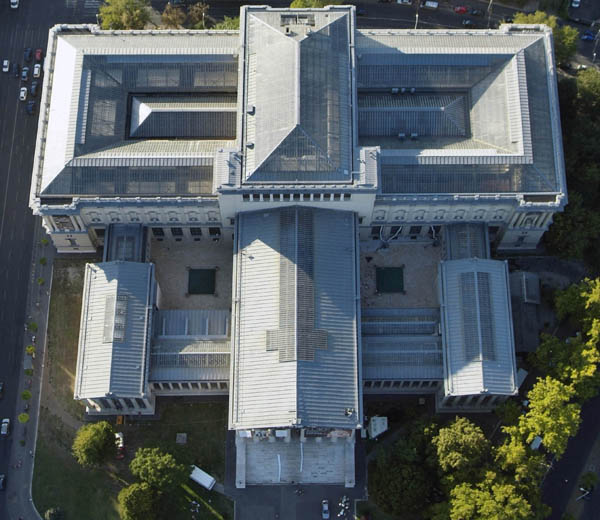
Widok z lotu ptaka

Muzeum Sztuk Pięknych w Budapeszcie (węg. Szépművészeti Múzeum) – muzeum zbudowane według projektu architektów Alberta Schickedanza i Fülöpa Herczoga, oddane do użytku w grudniu 1906.

## Historia
Muzeum powstało w 1896 roku. a budowę budynku rozpoczęto w 1900 roku. Otwarcie budynku miało miejsce w 1906 roku i zaszczycił je swoją obecnością cesarz Franciszek Józef. W 2012 roku Muzeum Sztuk Pięknych zostało połączane z istniejącą od 1957 roku Węgierską Galerią Narodową. W 2015 roku muzeum zostało zamknięte z powodu remontu. Postanowiono nie tylko odrestaurować budynek, ale również odnowić zniszczoną podczas II wojny światowej Salę rzymską. Z powodu zniszczeń pełniła ona funkcję magazynu. Muzeum ponownie otwarto w 2018 roku.

## Lokalizacja
Muzeum znajduje się przy Dózsa-György-út 39-41 (ulicy György Dózsa), główna fasada zwrócona jest w stronę Hősök tere (Placu Bohaterów). Po przeciwległej stronie placu znajduje się Pałac Sztuki (Műcsarnok), wzniesiony według projektu tych samych architektów i oddany do użytku w roku 1895.

## Zbiory
W zbiorach muzeum znajdują się dzieła m.in. Leonarda da Vinci, Rembrandta, Rafaela, Dürera, Murilla, a także impresjonistów francuskich i malarzy XX wieku, oraz rzeźby Rodina, Thorvaldsena i Meuniera. Kolekcja jest podzielona na 6 działów: sztukę egipską, starożytną, malarstwo, rzeźbę, grafikę oraz dział sztuki po 1800 roku. Podczas II wojny światowej muzeum utraciło część zbiorów. Kolekcję, która została wywieziona na zachód, udało się odzyskać. Natomiast zbiory zabrane przez żołnierzy radzieckich do ZSRR nie wróciły. Obecnie muzeum posiada 120 tysięcy eksponatów.
Muzeum posiada również bibliotekę, która już w momencie otwarcia w 1906 roku liczyła 5000 woluminów.

## Budynek

### Sala rzymska
Salę rzymską zaprojektowali architekci Albert Schickedanz i Fülöp Herzog na wzór romańskiej bazyliki. Została podzielona masywnymi kolumnami i pilastrami. Malowane dekoracje ścienne zostały wykonane przez malarzy Károla Miksa Reissmanna i Jánosa Glasera. Nawiązywały one do obchodów tysiąclecia Węgier w 1896 roku. Podczas II wojny światowej zostały uszkodzone okna znajdujące się w sklepieniu sali i woda zniszczyła gipsowe odlewy. Po wojnie nie była udostępniana, a służyła jako magazyn. Od grudnia 2016 do czerwca 2017 roku prawie 70 konserwatorów przeprowadziło renowacje fresków.

### Sala renesansowa
Sala zbudowana w stylu włoskim z arkadami, kolumnami przypomina dziedziniec renesansowego pałacu. W sali są prezentowane włoskie freski i 6 weneckich fontann, które pod koniec XIX wieku zakupił Károla Pulszky. Szczególnie cenna jest kolekcja 85 fresków, które zdobiły ściany kościołów i pałaców w północnych i środkowych Włoszech. Pod koniec XIX wieku z powodu zniszczenia budynków lub zmiany ich funkcji z fragmentów tworzono obrazy.